# Harpactus elegans

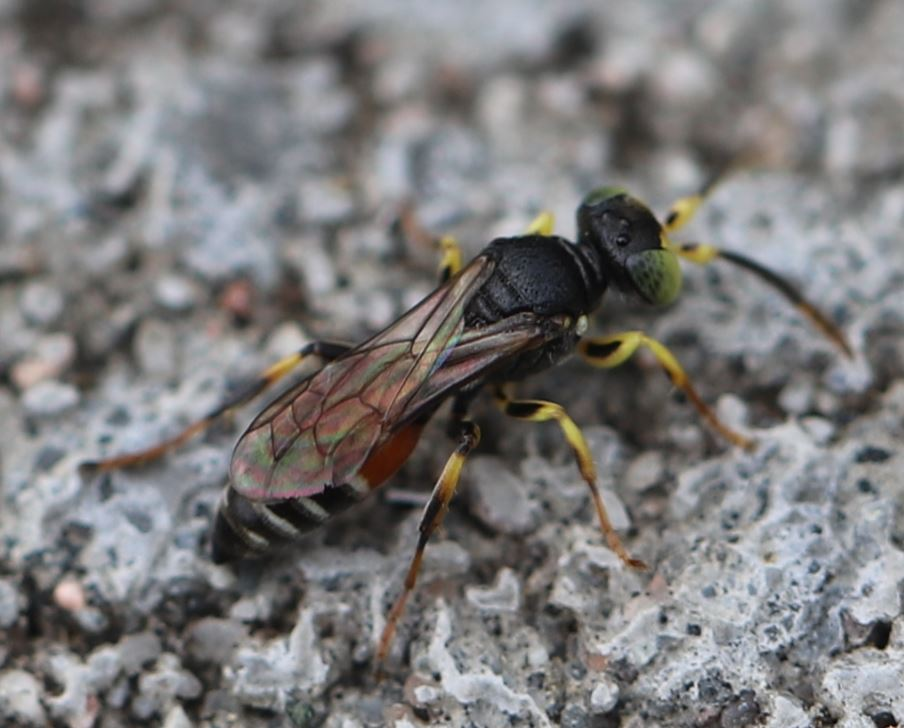
Harpactus elegans, Männchen

Harpactus elegans ist ein Hautflügler aus der Familie der Crabronidae.

## Merkmale
Die Tiere erreichen eine Körperlänge von 7 bis 9 Millimetern (Weibchen) bzw. 5,5 bis 7,5 Millimetern (Männchen). Der Hinterleib ist basal rot gefärbt, das dritte und vierte Tergit des Hinterleibs trägt meist eine gelbe Binde. Der Lobus des Pronotums und das Pronotum selbst ist gelb gefärbt. Das Dorsalfeld ist bis zum Ende gerunzelt, die Pleuren des Mesonotums sind punktiert. 

## Vorkommen
Die Art kommt in Nordafrika, Süd- und Mitteleuropa und in der Türkei vor. Sie besiedelt Flugsandflächen und Silbergrasfluren. Die Tiere fliegen von Anfang Juni bis vermutlich Anfang Oktober. Die Art ist in Mitteleuropa sehr selten.

## Lebensweise
Die Weibchen von Harpactus elegans legen ihre Nester im lockeren Sandboden an. Die Brut wird mit Zikaden aus den Familien Issidae und Cicadellidae versorgt. 